# Periodo preclassico mesoamericano

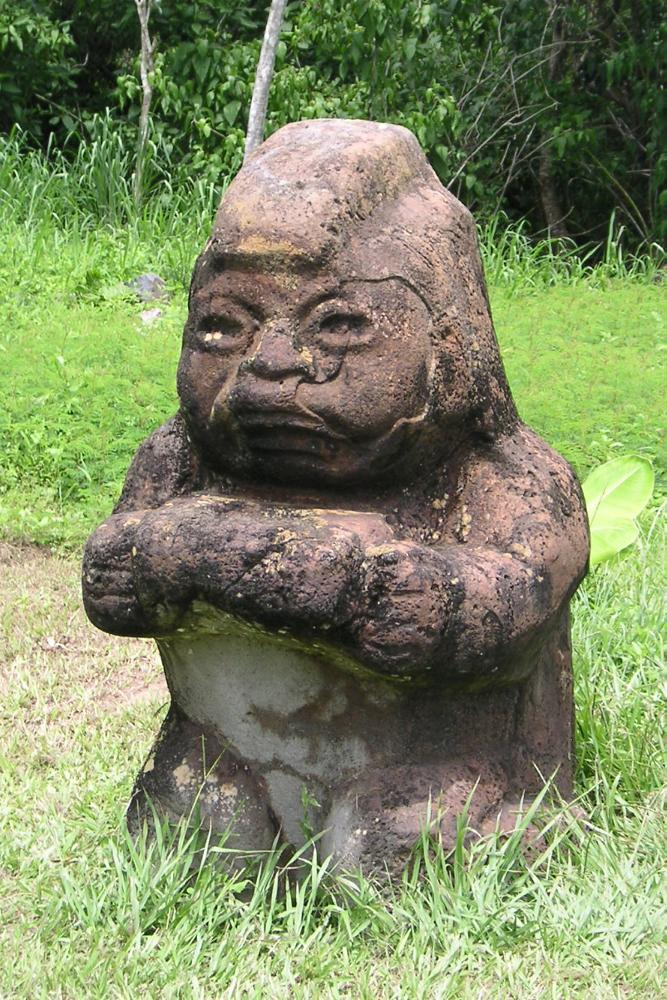
Scultura olmeca conosciuta come La abuela (la nonna). Fu trovata a La Venta (Tabasco) e trasportata presso la capitale di questo stato dove forma parte dell'esposizione del Parco La Venta.

Nell'ambito della cosiddetta cronologia tradizionale delle civiltà mesoamericane, il periodo preclassico abbraccia un orizzonte temporale che va approssimativamente dal XXV secolo a.C., possibile data della prima creazione di ceramica mesoamericana, fino al 200 d.C., anno nel quale si verifica la caduta di Cuicuilco e fiorisce Teotihuacan. Durante questo periodo si verifica un processo di civilizzazione delle società agricole egualitarie verso società più stratificate che si concluderà con la formazione dello stato teotihuacano.

## Preclassico Inferiore
Il grande evento culturale che marca la transizione tra il periodo Cenolitico superiore e l'inizio della civilizzazione mesoamericana è lo sviluppo della lavorazione della ceramica.
La ceramica infatti è un attributo delle società pienamente sedentarie.
Nel caso del Mesoamerica si stima che la produzione di ceramica dovette iniziare tra il XXVI secolo a.C. e il XXV secolo a.C.
I resti più antichi di tali manufatti furono trovati a Puerto Marqués, nell'area culturale meridionale dello stato di Guerrero, Messico. Gli archeologi li datarono attorno all'anno 2440 a.C.
Il periodo Preclassico inferiore abbraccia 1300 anni che vanno dal 2500 a.C. al 1200 a.C. In quest'epoca le società mesoamericane erano giunte ad essere completamente sedentarie, sebbene dovessero completare la propria attività economica e la produzione agricola con caccia e raccolta.
L'assenza di opere imponenti, caratteristiche dei grandi stati di tipo dispotico che videro la luce nei secoli successivi, indica che le società del periodo Preclassico inferiore dovettero essere egualitarie. Questo non significa che tutti gli individui fossero uguali; infatti le società semplici, come dovettero essere quelle mesoamericane in detta epoca, erano organizzate sulla base della parentela, della divisione sessuale del lavoro e la gerarchizzazione in base a gruppi di età.

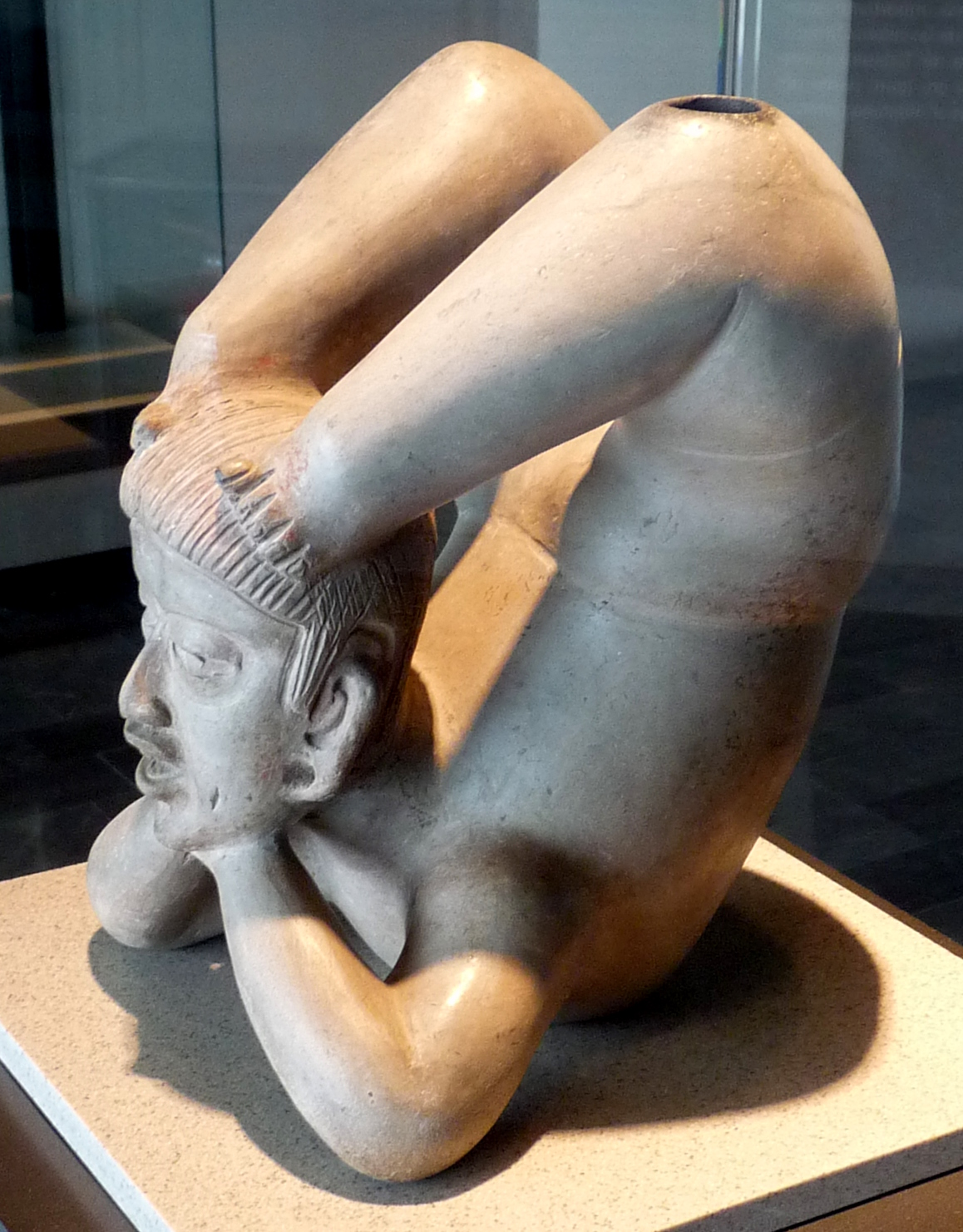
L'Acrobata è un pezzo archeologico appartenente alla cultura di Tlatilco. Questo sito è celebre per la grande quantità di opere di ceramica trovate nelle sue tombe. Nel pezzo si osserva una chiara influenza olmeca.

Durante il Preclassico inferiore il Mesoamerica si trovò immerso in un processo di diversificazione culturale e nelle diverse regioni che compongono questa zona sorsero differenti tradizioni culturali.
Parimenti, la diversità ecologica fu un fattore dominante nella specializzazione delle attività economiche. Siccome nessun gruppo poteva produrre tutte le risorse per la propria sussistenza, si formarono delle reti di scambio commerciale, sulla base di quelle già presenti nel Cenolitico Superiore e che permisero alle società coinvolte di disporre delle risorse provenienti da diverse regioni distanti.
Il commercio giocò da allora una parte centrale nella civilizzazione mesoamericana. Lo scambio commerciale fu il veicolo che facilitò lo scambio culturale tra i mesoamericani. Nel periodo Preclassico inferiore, tuttavia, prevalgono gli stili regionali (almeno per quanto osservato nei resti relativi a quest'epoca); è altresì possibile parlare di un processo di civilizzazione incipiente (come lo chiamava Darcy Ribeiro, intellettuale e politico brasiliano), che permise che tutte le culture dell'area fossero basate sull'agricoltura del mais e che pose le basi al sistema di credenze mesoamericano, basato sul culto degli elementi.
Durante questo periodo il tipo di insediamento umano caratteristico dovette essere la comunità (o villaggio). Fino alla fine di quest'epoca alcune di loro crebbero in popolazione e divennero dominanti, come El Opeño ad occidente, Tlatilco, Coapexco e Chalcatzingo nel centro e San José Mogote vicino a Oaxaca.

### San José Mogote, Oaxaca
Una delle prime manifestazioni di architettura monumentale del Mesoamerica è il centro cerimoniale di San José Mogote.
Si tratta di un villaggio ubicato nella Valle di Etla, una delle Valli Centrali di Oaxaca. La comunità di Mogote (il cui nome originale è sconosciuto) fu la più importante che si stabilì in questa regione ed ebbe il suo massimo splendore alla fine del periodo Preclassico Inferiore. Il suo declino è sicuramente connesso con la costruzione di Monte Albán, la capitale classica degli zapotechi, verso la fine del Preclassico Medio. Mogote era una comunità di agricoltori, che controllava la regione centrale di Oaxaca (occupata a quel tempo dagli Zapotechi) e manteneva relazioni con l'area olmeca.

### La Mixteca
La Mixteca è una regione compresa tra gli attuali stati di Oaxaca, Puebla e Guerrero. Si tratta di una zona che presenta i segni di una occupazione antichissima. Durante il periodo Preclassico Inferiore il sito principale della regione fu Yucuita (dal mixteco yuku=monte, e ita=fiore, da cui Montagna dei fiori), una comunità di poche centinaia di abitanti, fondata attorno al 1400 a.C. La comunità aveva una piattaforma centrale di pietra attorno alla quale furono costruite le capanne dai suoi abitanti. Più tardo e contemporaneo alla Fase Monte Alban I, fu il sito archeologico Monte Negro, una delle maggiori comunità protourbane della regione Mixteca Alta.

## Preclassico Medio

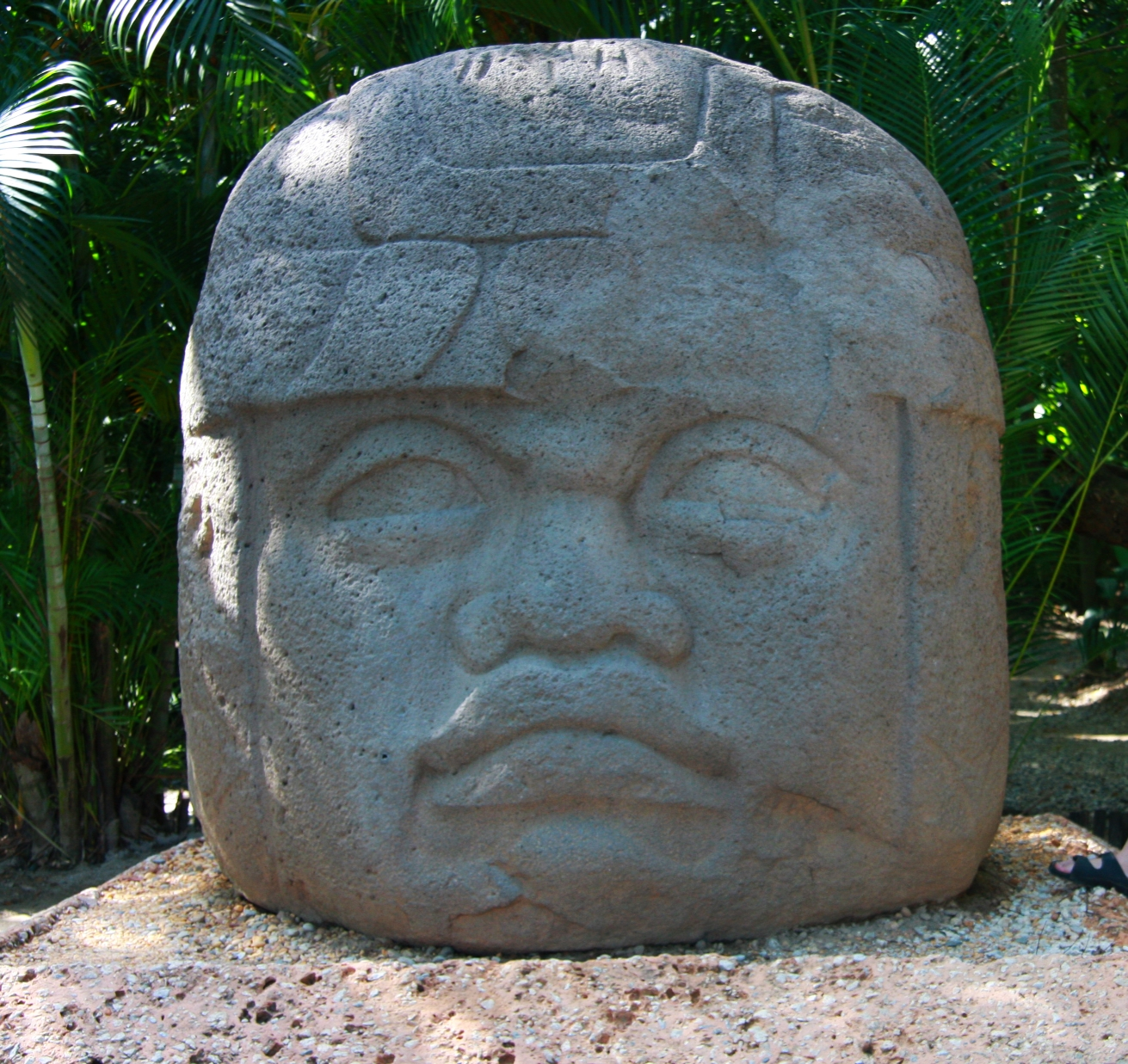
Monumento 1 de "La Venta". La civiltà olmeca è tradizionalmente considerata come la civiltà madre di tutte le altre, sebbene al giorno d'oggi gli archeologi e gli antropologi siano propensi a credere che il processo di civilizzazione mesoamericano fu prodotto da uno sviluppo combinato di diverse società che confluirono in quella che si chiama civiltà olmeca.

La seconda parte del periodo Preclassico è il Preclassico Medio, che comprende i secoli che vanno dal 1200 a.C. al 400 a.C. Si tratta di un'epoca di intensi scambi tecnologici, specialmente per quanto riguarda l'agricoltura. In alcune regioni chiave del territorio mesoamericano si costruiscono i primi sistemi di irrigazione o di controllo delle acque. In un suo libro sull'agricoltura mesoamericana, Ángel Palerm Vich riteneva che la mobilizzazione di grandi quantità di manodopera per la realizzazione di progetti idraulici è la prova di una società segmentata con uno stato fortemente centralizzato.

### Trasformazioni economiche
In accordo con Palerm, López Austin e López Luján asseriscono che proprio la stratificazione sociale è una delle caratteristiche principali delle società del Preclassico Medio. Unitamente a questi sistemi idraulici, fanno la loro comparsa complessi cerimoniali di architettura monumentale permanente, ovvero progettati per durare nel tempo. I sistemi di irrigazione fanno la loro comparsa prima nella valle di Tehuacán (Puebla) fino all'anno 700 a.C., circa 100 anni dopo, nel bacino lacustre del Messico, e circa nell'anno 400 a.C. nelle Valli Centrali di Oaxaca. Parallelamente alla modernizzazione tecnologica dell'agricoltura, le specie coltivabili aumentarono.
L'efficienza dell'agricoltura ebbe una risonanza in altri campi della tecnologia e della economia mesoamericana. Il Preclassico Medio è quindi un periodo di specializzazione dei processi produttivi. Questo fenomeno fu possibile osservarlo a livello interno delle diverse società, sebbene, molto importante fu la specializzazione regionale. I popoli mesoamericani, avevano sfruttato le risorse della propria nicchia ecologica e avevano teso reti di scambio. Ma nel Preclassico Medio, i prodotti eccedenti dell'agricoltura permisero a una parte della popolazione di occuparsi di attività differenti dalla coltivazione, come quella manifatturiera, mineraria, caccia e pesca.

### Trasformazioni sociali
Tutti i succitati fattori lasciarono dei segni nel sistema delle relazioni sociali. Fecero la loro comparse nuovi gruppi come gli artigiani e i commercianti assunsero una presenza importante. Inoltre, come evidenziato in precedenza, la società si stratificò e la classe dirigente (composta da nobili e sacerdoti) venne a definirsi più chiaramente come un gruppo separato dal popolo. Questo fu possibile dedurlo grazie ai resti trovati nelle tombe osservando la relativa ricchezza delle offerte funebri, le rappresentazioni iconografiche e soprattutto per la comparsa di sontuosi articoli di provenienza straniera.
Di fatto in quest'epoca è possibile che le élite regionali mantenevano relazioni tra loro. Esse erano basate sul commercio, ma in seguito fu accompagnato da una certa attività militare. Allo stato attuale delle conoscenze delle società mesoamericane, non risulta facile dare una risposta adeguata al ruolo che giocarono i militari nelle società del Preclassico Medio. D'altro canto, come indicato da numerosi monumenti a Monte Albán, nelle Terre Basse maya e nell'area centrale olmeca è sicuro che per lo meno queste tre regioni furono oggetto dell'espansionismo zapoteco, maya e olmeco.
D'altra parte, il processo di urbanizzazione che influenzò alcuni villaggi del Mesoamerica sulla fine del Preclassico inferiore, assume in questa fase delle caratteristiche più definite. I villaggi si convertono in città che riproducono chiaramente la segmentazione della vita sociale nei tipi di edifici (quelli dell'élite sono più sontuosi e durevoli di quelli dei ceti popolari). Le città mesoamericane furono costruite sulla base di un piano premeditato, che convertì i centri cerimoniali di questa tappa in veri e propri osservatori astronomici. Gli assi principali sono relazionati con punti notevoli di osservazione astronomica che permettevano ai sacerdoti di predire eventi ed elaborare calcoli per il calendario. Sono evidenti, come modelli urbani dell'epoca, le città di La Venta in Tabasco e San José Mogote in Oaxaca.

### Il calendario e la scrittura

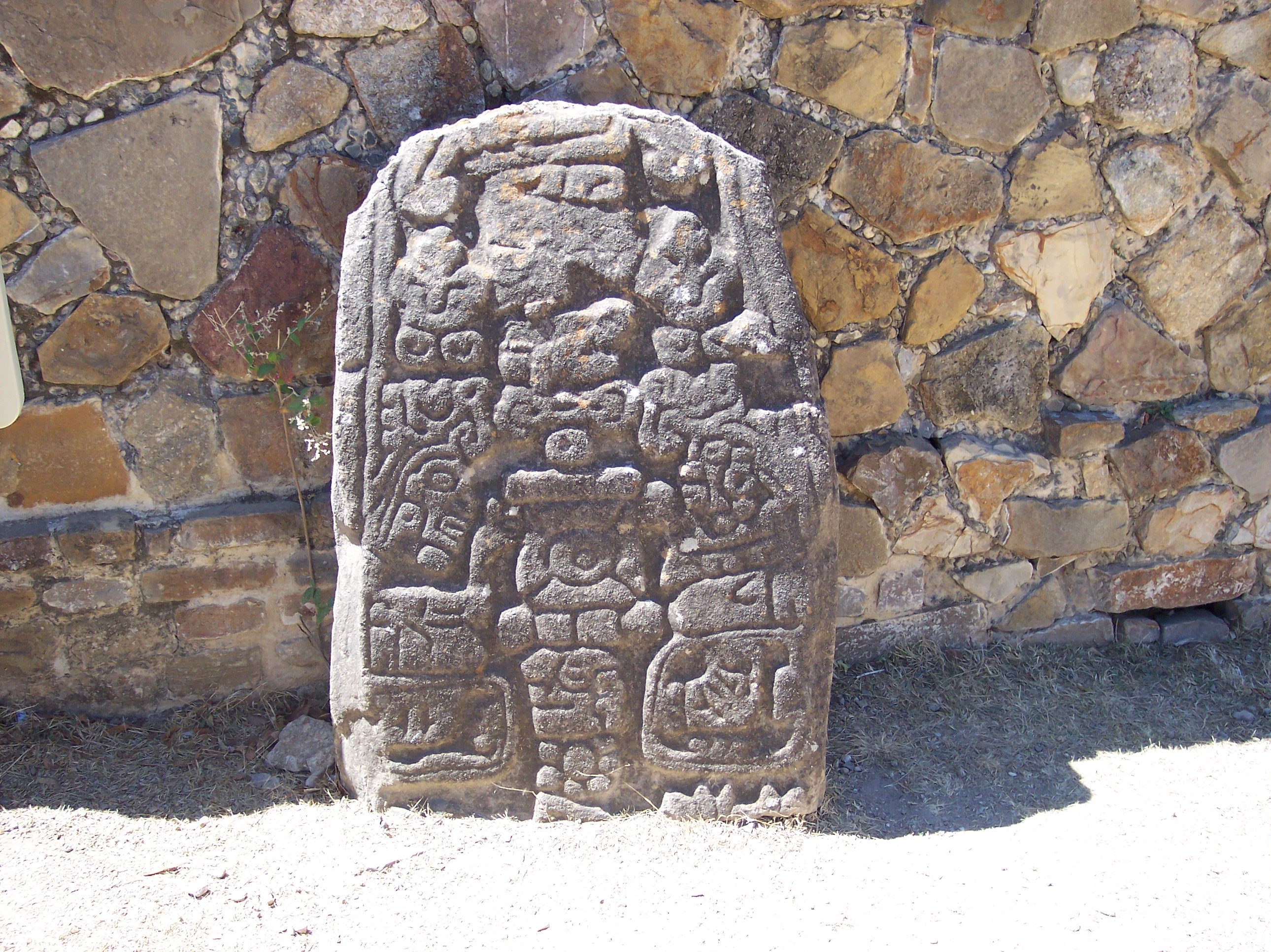
Lapide dove si apprezza chiaramente un esempio della scrittura zapoteca, la prima che vide la luce nell'area mesoamericana

Relazionati con i processi di complessizzazione della vita sociale ed i progressi tecnologici, fanno la loro comparsa la scrittura e il calendario nel mesoamerica. La prima, dai suoi inizi, trasmette informazione politica e vincolata ad essa si trovano registri cronologici. I sistemi di scrittura mesoamericana più antichi sono quelli relativi alla civiltà zapoteca. Le iscrizioni più antiche derivano dal "Monumento 3" a San José Mogote e dalle lapidi dell'"Edificio dei Danzatori" a Monte Albán, così come dalle Steli 12 e 13 dello stesso sito. In essi sono riportati i successi dell'anno 600 a.C. Alcune di queste iscrizioni sono registrate sulla base del calendario rituale di 260 giorni; altre contengono simboli di anni e probabilmente di nomi delle "ventine" nelle quali i mesoamericani dividevano il calendario solare di 365 giorni.
È luogo comune pensare che la scrittura e il calendario mesoamericani fossero stati sviluppati dagli antichi maya, sebbene oggi si sappia che essi lo ereditarono dagli olmechi, che a loro volta potrebbero averlo ereditato dagli zapotechi. Anche il famoso lungo computo del tempo dei maya e la sua numerazione posizionale a base venti apparve prima tra gli olmechi delle foreste del golfo.

### I siti del Preclassico Medio

#### Presenza olmeca nel Golfo, Centro e Guerrero
Durante questo periodo ebbe luogo lo sviluppo della cultura olmeca che riassume tutti gli sviluppi culturali de mesoamericani di quel tempo.
I primi indizi di scrittura ed uso del calendario appartengono a questa civiltà. Dovettero possedere una struttura sociale molto complessa che gli permise di sviluppare la scultura e l'architettura monumentale. I principali siti di questa civiltà sono La Venta, Tres Zapotes e San Lorenzo, ubicati nella pianura costiera del Golfo del Messico. Questi siti corrispondono alla cosiddetta area nucleare olmeca.
Tuttavia vennero ritrovati oggetti relazionati con questa civiltà in diversi siti del Mesoamerica, senza che si sia chiarito, almeno fino a questo momento, le ragioni di questi ritrovamenti in luoghi tanto lontani come Tibias (Costa Rica) e Tantoc (San Luis Potosí). I ritrovamenti di oggetti olmechi fuori dall'area nucleare sono particolarmente numerosi nelle regioni del Centro e di Guerrero. Nella prima, sono emblematici siti come Tlatilco (Messico (stato)), Chalcatzingo (Morelos) e Las Bocas (Puebla). Quest'ultimo è conosciuto perché durante gli anni 1970 comparvero nel mercato dell'arte precolombiana numerose statuette che molto probabilmente provenivano da quel luogo. Scavi realizzati negli anni 1990 segnarono "Las Bocas" come uno dei pochi villaggi di cui si conservano resti al giorno d'oggi.
Più problematica è la relazione tra gli olmechi e la regione di Guerrero. Qui si trovarono per lo meno due insediamenti che mostrano prove di occupazione umana come Teopantecuanitlán e Oxtotitlán, e molti altri dove compaiono prove della presenza olmeca; questo potrebbe portare alla conclusione che siti come le Grotte di Juxtlahuaca abbiano avuto un'importanza cerimoniale per gli olmechi. D'altra parte si presume che le relazioni di questi gruppi con l'area di Oaxaca e Maya contribuì allo sviluppo culturale in queste regioni delle civiltà zapoteca e maya.

#### La Grande Tradizione dell'Istmo o Complesso Mixe-zoque
I ritrovamenti archeologici nella zona dell'Istmo di Tehuantepec hanno permesso di determinare che in quella regione ebbe luogo uno sviluppo precedente della lavorazione della ceramica. La principale caratteristica della ceramica in questa regione (datata tra il lontano 1800 e il 1350 a.C.) è che a differenza delle sue contemporanee della valle di Tehuacán e della costa di Guerrero, la ceramica di Barra, Locona e Ocós raggiunge alti livelli artistici.
Questo fece supporre che i componenti del complesso mixe-zoque dovettero mantenere contatti con i popoli dell'Ecuador. La Tradizione dell'Istmo sarebbe penetrata dal territorio guatemalteco alla costa del golfo, dove sotto l'influenza della civiltà zapoteca, mixe-zoque e protomaya, sarebbe poi fiorita. Durante il Preclassico Medio la Grande Tradizione dell'Istmo si estese dalla costa del Pacifico, a Tehuantepec fino a El Salvador. La ceramica di La Blanca in Guatemala è sicuramente la più fine del Preclassico Inferiore e anticipa di circa 600 anni quella olmeca alla quale Michael D. Coe, curatore emerito del Museo Peabody di Harvard, chiama una versione da campo della molto più sofisticata "Ceramica di La Blanca"; d'altra parte le sculture monumentali della Civiltà Monte Alto nel Pacifico del Guatemala, sono anch'esse antecedenti a quella olmeca.

#### Capacha
Approssimativamente all'inizio del Preclassico Medio ebbe luogo nel Messico Occidentale la comparsa di una tradizione ceramista alla quale Isabel Kelly diede il nome di cultura Capacha. Si trovarono resti di essa a Colima, Jalisco e Sinaloa. Gli oggetti più caratteristici di questa tradizione sono le zucche decorate con incisioni e i "vasetti con cintura", a volte tanto stretta che sembrano due vasetti, una collocato sull'altro.Quando la cultura capacha ebbe il suo momento di massimo splendore, in Occidente del Mesoamerica vi era una unità culturale ben definita.

## Tardo Preclassico o Protoclassico
Il declino della civiltà olmeca diede origine al periodo Tardo Preclassico (400 a.C.-150 d.C.). Si tratta di un'epoca di diversificazione culturale e assimilazione degli elementi olmechi nei sistemi culturali di ogni popolo. Su questa base ebbero inizio molte delle tradizioni più importanti del Mesoamerica di cui le più importanti sarebbero Cuicuilco, nel sud della valle del Messico, e la Chupícuaro, in Michoacán. La prima divenne la maggior città del Mesoamerica e principale centro cerimoniale della Valle del Messico e mantenne relazioni commerciali e culturali con Chupícuaro. Il declino di Cuicuilco avvenne parallelamente alla crescita di Teotihuacan e terminò con l'eruzione del vulcano Xitle (circa 150 d.C.), che fu motivo della migrazione dei suoi abitanti verso il nord della Valle del Messico. La civiltà Chupícuaro è nota soprattutto per la sua produzione di ceramica, la cui influenza fu registrata su un'ampia zona tra Bajío e il bacino lacustre.
Verso la fine del Preclassico fu iniziata la pianificazione di città che sarebbero diventate emblematiche per il Mesoamerica, come Monte Albán e Teotihuacan.

### Popolazioni
- Mixtechi
- Maya
- Olmechi
- Zapotechi

### Siti archeologici
- Cuicuilco
- Teotihuacan
- Monte Albán
- Seibal
- Tlatilco
- Yucuita
- Cival
- Xochitecatl